# Kuurne-Brussel-Kuurne 2010
De 63ste editie van Kuurne-Brussel-Kuurne werd verreden op zondag 28 februari 2010, traditiegetrouw de dag na De Omloop. De renners moesten dit jaar een afstand van 194 kilometer overbruggen.

## Wedstrijdverloop
De wedstrijd verliep moeizaam wegens rukwinden en veel regen, veroorzaakt door de storm Xynthia. Het peloton brak al vroeg, en veel favorieten zoals Tom Boonen, Juan Antonio Flecha en Filippo Pozzato stopten midden de wedstrijd. De wedstrijd werd 20 km ingekort doordat er op de Côte de Trieu een boom over de weg was gevallen. Bobbie Traksel kreeg na een lange ontsnapping gezelschap van Rick Flens en Ian Stannard. Deze drie hielden uiteindelijk stand tegenover de achtervolgende groepen die ontstonden. Na ontsnappingspogingen van zowel Flens en Stannard, werd het uiteindelijk een groepssprint, waarin Traksel de sterkste bleek. Slechts 26 van de 195 gestarte renners reden de wedstrijd uit.

## Hellingen
| - Edelareberg - La Houppe - Kanarieberg | - Oude Kruisens - Oude Kwaremont - Côte de Trieu (tijdens koers geschrapt) | - Tiegemberg - Nokereberg |

## Uitslag
| Kuurne-Brussel-Kuurne 2010 |                     |                       |          |
| Plaats                     | Naam                | Ploeg                 | Tijd     |
| Winnaar                    | Bobbie Traksel      | Vacansoleil           | 4u43'14" |
| 2                          | Rick Flens          | Rabobank              | z.t.     |
| 3                          | Ian Stannard        | Team Sky              | z.t.     |
| 4                          | Hayden Roulston     | HTC-Columbia          | + 1' 00" |
| 5                          | Dominique Rollin    | Cervelo Test Team     | + 2' 58" |
| 6                          | Thor Hushovd        | Cervelo Test Team     | z.t.     |
| 7                          | Sébastien Turgot    | Bbox Bouygues Télécom | + 5' 38" |
| 8                          | Davy Commeyne       | Landbouwkrediet       | + 5' 41" |
| 9                          | Grégory Rast        | Team RadioShack       | + 5' 50" |
| 10                         | Sebastian Langeveld | Rabobank              | z.t.     |

1945 · 1946 · 1947 · 1948 · 1949 · 1950 · 1951 · 1952 · 1953 · 1954 · 1955 · 1956 · 1957 · 1958 · 1959 · 1960 · 1961 · 1962 · 1963 · 1964 · 1965 · 1966 · 1967 · 1968 · 1969 · 1970 · 1971 · 1972 · 1973 · 1974 · 1975 · 1976 · 1977 · 1978 · 1979 · 1980 · 1981 · 1982 · 1983 · 1984 · 1985 · 1986 · 1987 · 1988 · 1989 · 1990 · 1991 · 1992 · 1993 · 1994 · 1995 · 1996 · 1997 · 1998 · 1999 · 2000 · 2001 · 2002 · 2003 · 2004 · 2005 · 2006 · 2007 · 2008 · 2009 · 2010 · 2011 · 2012 · 2013 · 2014 · 2015 · 2016 · 2017 · 2018 · 2019 · 2020 · 2021 · 2022 · 2023 · 2024 · 2025
Lijst van beklimmingen